# ピアノ協奏曲第21番 (モーツァルト)
ピアノ協奏曲第21番 ハ長調 K. 467 は、ヴォルフガング・アマデウス・モーツァルトが1785年に作曲したピアノ協奏曲である。

## 概要
モーツァルトのピアノ協奏曲の中でも人気が高い作品のひとつであり、第2楽章が1967年のスウェーデン映画『みじかくも美しく燃え』に使われたため、特に海外ではこの映画の原題となった主人公の女性綱渡り師の名を採って『エルヴィラ・マディガン』（Elvira Madigan）の愛称で呼ばれることがある。
第20番（K. 466）の完成から僅か1ヵ月後の1785年3月9日に、やはり自分が独奏を担当する予約演奏会のためにこの曲を完成し、翌日の3月10日にウィーンのブルグ劇場の演奏会で初演された。
前作の短調のほの暗さから一転して、この曲は長調で書かれており、明るく清らかな雰囲気となっている。

## 編成
独奏ピアノ、フルート1、オーボエ2、ファゴット2、ホルン2、トランペット2、ティンパニ、弦五部。

## 曲の構成
全3楽章。演奏時間は約28分。第1楽章の396小節目、第3楽章の396小節目にカデンツァの指示、そのほかいくつかのアインガングがあるが、モーツァルト自身はカデンツァを作っていない。
- 第1楽章 アレグロ・マエストーソ
ハ長調、4分の4拍子、協奏ソナタ形式。
お使いのブラウザーでは、音声再生がサポートされていません。音声ファイルをダウンロードをお試しください。
行進曲のようなリズムでオーケストラが第1主題を提示する。ピアノの装飾を伴って第1主題が再び提示されるが、その後一転してト短調に変わり見せ場のひとつであるピアノの階段上りとなだれ落ちが始まる。その後、ト長調に変わり第2主題をピアノが示す。調はそのままに、第1主題のリズムで、ピアノとオーケストラが対位法的に掛け合い、提示部を終える。
展開部はホ短調で始まり、主にピアノを中心として、いくつかの調を渡りながら展開していく。
再現部に入ると、まず第1主題の後、第2主題が再現する。その後再び第1主題を展開的に再現すると、第1主題の提示部に見られた流れるような旋律を木管が歌い、それをピアノが引き継ぐ。396小節目にカデンツァがあり、それが終わると再び冒頭の旋律に戻り、静かに終わる。

- 第2楽章 アンダンテ
ヘ長調、2分の2拍子、三部形式。
お使いのブラウザーでは、音声再生がサポートされていません。音声ファイルをダウンロードをお試しください。

- 第3楽章 アレグロ・ヴィヴァーチェ・アッサイ
ハ長調、4分の2拍子、展開部のないソナタ形式。
お使いのブラウザーでは、音声再生がサポートされていません。音声ファイルをダウンロードをお試しください。

## その他
第2楽章はモーツァルトの作品の中でも非常に人気があるため、上記の映画『みじかくも美しく燃え』で使われたほか、『スーパーマン リターンズ』などでも使用されており、現在でも様々なドラマや映画などのBGMとして使用されている。